# Gimel (Vaud)
Gimel es una comuna suiza del cantón de Vaud, situada en el distrito de Morges. Limita al norte con la comuna de Bière, al este con Saubraz y Montherod, al sureste con Aubonne y Essertines-sur-Rolle, al sur con Saint-Oyens, al suroeste con Longirod, al oeste con Saint-George, y al noroeste con Le Chenit.
Hasta el 31 de diciembre de 2007 la comuna formó parte del distrito de Aubonne, círculo de Gimel.

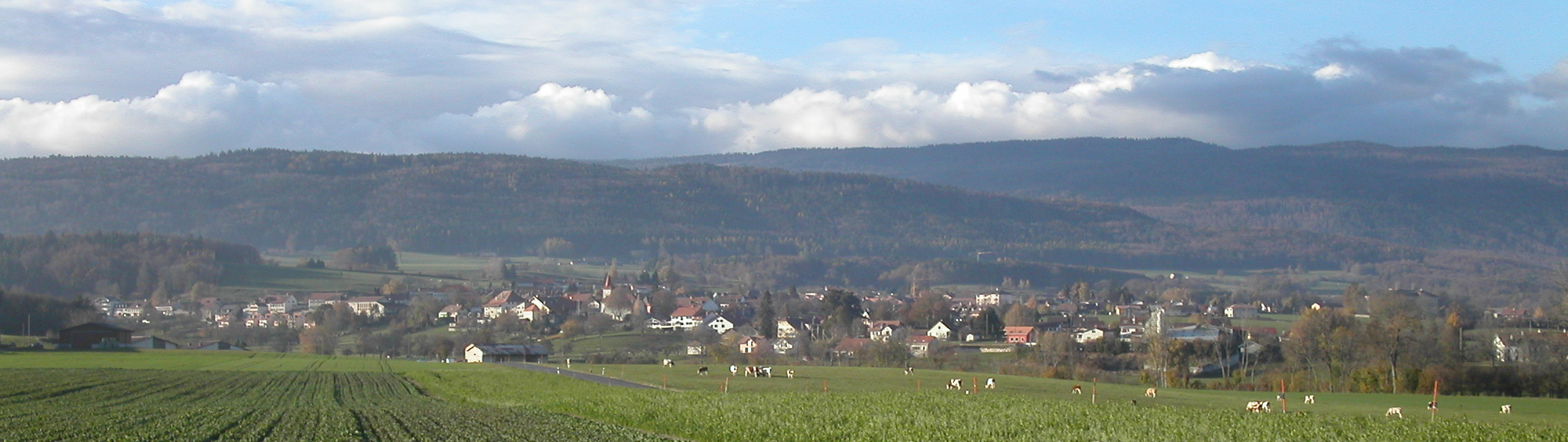
Vista de Gimel.